# Ada (Minnesota)
Ada é uma cidade localizada no estado americano de Minnesota, no Condado de Norman.

## Demografia
Segundo o censo americano de 2000, a sua população era de 1657 habitantes.
Em 2006, foi estimada uma população de 1521, um decréscimo de 136 (-8.2%).

## Geografia
De acordo com o United States Census Bureau tem uma área de
3,5 km², dos quais 3,5 km² cobertos por terra e 0,0 km² cobertos por água. Ada localiza-se a aproximadamente 275 m acima do nível do mar.

## Localidades na vizinhança
O diagrama seguinte representa as localidades num raio de 24 km ao redor de Ada.